# Vroeg of Laat Pérez
Vroeg of Laat Pérez is een voormalig radioprogramma op de publieke zender 3FM. De programmering werd verzorgd door radio-dj Ingrid Pérez namens omroep PowNed. Het was te horen elke werkdag tussen vier en zes uur 's ochtends.
Op 6 januari 2014 werd bekend dat Ingrid Pérez zou vertrekken bij 3FM. Het tijdslot werd tijdelijk overgenomen door Herman Hofman. Op 26 januari werd bekend dat vanaf 3 februari Frank van der Lende het tijdslot definitief overnam met zijn programma De Bende van Van der Lende. Van der Lende maakte tot januari 2014 het programma Nachtbrakers op Radio 1. Daarnaast was hij tot 2014 producer bij het 3FM-programma That's Live, gepresenteerd door Eric Corton.